# Rhodactis musciformis
Rhodactis musciformis is een Corallimorphariasoort uit de familie van de Discosomatidae. De wetenschappelijke naam van de soort is voor het eerst geldig gepubliceerd in 1864 door Duchassaing & Michelotti.